# Chiesa di Santa Maria del Rosario (Raffadali)
La Chiesa di Santa Maria del Rosario, o chiesa del Rosario (detta anche Il Rosario), è una chiesa di Raffadali, comune italiano della provincia di Agrigento in Sicilia. Risale alla metà del XVI secolo, ed è situata in salita Rosario, nel centro storico del paese.

## Storia
L’anno in cui ebbero inizio i lavori di costruzione della chiesa non ci è noto. È, tuttavia, certo che sul finire del XVI secolo la Chiesa del Rosario fosse una delle sei chiese di Raffadali, all’epoca un piccolo borgo di modeste case in gesso e pietra locale.
La realizzazione dell’edificio ebbe probabilmente inizio pochi decenni dopo la concessione al barone Pietro Montaperto della licentia populandi. Il completamento e la consegna all’Ordine dei frati predicatori avvennero intorno al 1547.
Nel 1643 fu costituita la congregazione del Rosario. I domenicani intitolarono la chiesa a San Domenico di Guzman. Solo nel 1939 la chiesa fu dedicata alla Madonna del Rosario, anche se il popolo raffadalese già da molto tempo aveva attribuito tale denominazione al luogo di culto.

## Descrizione
La chiesa, a navata unica, presenta una pianta rettangolare allungata. Domina dall’alto la Salita del Rosario. La facciata bianca è arricchita da una trabeazione. Il portale è decorato da due colonne corinzie che poggiano su alto piedistalli. Nella parte inferiore, la bianca superficie uniforme è interrotta da tre pilastri che definiscono Il prospetto della chiesa e il campanile. La parte superiore è coronata da un timpano.